# 津脇慈子
津脇慈子（つわき よしこ）は、日本の経産官僚、内閣府官僚。デジタル庁の立ち上げに尽くした。

## 来歴
福岡県生まれ。2004年、東京大学法学部卒業。2004年（平成16年）、経済産業省に入省（I種採用）。
2018年 商務サービスグループ　政策企画委員
2019年 キャッシュレス推進室長。
2020年 内閣官房IT室/デジタル改革関連法案準備室企画官。デジタル庁の立ち上げに携わる。
2021年 デジタル庁企画官。デジタル庁の組織立ち上げにあたり、意思決定プロセスや組織構造・カルチャーづくりなどを2021年まで担当。
2022年　日本貿易振興機構（JETRO）ロサンゼルス次長／経済産業省参事。
2025年　内閣府 科学技術・イノベーション推進事務局参事官（イノベーション推進担当）